# Тумэлун
Тумэлун, Тумалун (монг. Түмэлүн?, ᠲᠦᠮᠡᠯᠦᠨ?） — четвёртая дочь Чингисхана и его старшей жены Бортэ. Была женой Чику-гургэна (согласно «Сборнику летописей» — Гургэн-гургэна) из племени унгиратов, с которыми представители рода Чингисхана издавна заключали династические браки. Во времена империи Юань была известна под посмертным титулом «Юн-го гун-чжу» (кит. 郓国公主).